# Río Negro (přítok Uruguaye)
Rio Negro (španělsky Río Negro) je řeka v Uruguayi, jejíž horní tok zasahuje do Brazílie (stát Rio Grande do Sul). Je 500 km dlouhá. Povodí má rozlohu 70 600 km².

## Průběh toku
Řeka protéká rovinatou krajinou. Je levým přítokem řeky Uruguay (povodí Paraná).

## Vodní režim
Průměrný roční průtok vody činí přibližně 700 m³/s.

## Využití
Na středním toku byla vybudována velká přehradní hráz s vodní elektrárnou. Vodní doprava je možná na dolním toku k městu Mercedes.